# Hedone (czasopismo)
Hedone. Pismo stypendystów Krajowego Funduszu na Rzecz Dzieci – czasopismo aktualnych i dawnych stypendystów i podopiecznych Krajowego Funduszu na rzecz Dzieci. Pismo ukazywało się nieregularnie w latach w 1992, 1994, 1997, 2001.